# Зерноїд каштановий
Зерноїд каштановий (Sporophila cinnamomea) — вид горобцеподібних птахів родини саякових (Thraupidae). Мешкає в Південній Америці.

## Опис
Довжина птаха становить 10 см. Виду притаманний статевий диморфізм. У самців верхня частина голови, крила і хвіст сірі решта тіла рудувато-каштанова, на крилах невеликі білі "дзеркальця".  Дзьоб світло-жовтий, іноді сірий або чорний. Самиці мають переважно оливково-коричневе забарвлення.

## Поширення і екологія
Каштанові зерноїди гніздяться на північному сході Аргентини (в провінціях Коррієнтес і Ентре-Ріос), на заході і крайньому південному сході Уругваю, на південному сході Парагваю та на крайньому півдні Бразилії (захід і південь штату Ріу-Гранді-ду-Сул). Взимку вони мігрують на північ, досягаючи аргентинської провінції Місьйонес, північно-східного Парагваю і центральної Бразилії.
Каштанові зерноїди живуть на вологих і заплавних луках та на болотах, зимують в саванах серрадо. Зустрічаються на висоті до 1100 м над рівнем моря.

## Збереження
МСОП класифікує цей вид як вразливий. За оцінками дослідників, популяція каштанових зерноїдів становить від 3500 до 15000 птахів. Їм загрожує знищення природного середовища.